# Scion (Automarke)
Scion war eine Automarke des japanischen Automobilherstellers Toyota, die zielgerichtet jüngere Kunden ansprechen sollte. Als Projektversuch für den japanischen Heimatmarkt im Jahre 1997 ins Leben gerufen, vertrieb Toyota die Fahrzeuge der Marke Scion seit 2003 ausschließlich in den Vereinigten Staaten, Kanada sowie in einigen Ländern des Nahen Ostens. Einige Modelle wurden in Japan und Europa als Toyota vermarktet. Produziert wurden die Pkw der Marke Scion vorwiegend in Japan.

## Geschichte
In den Vereinigten Staaten wurde Scion erstmals am 27. März 2002 mit dem bbX, welches auf dem Toyota bB basierte, auf der New Yorker Automobilschau vorgestellt. Die Fahrzeuge xA und xB wurden 2004 auf der Großen Automobilschau in Los Angeles am 2. Januar 2003 vorgestellt. Anfangs (seit 6. Juni 2003) wurden die Autos nur bei 105 Autohändlern in Kalifornien verkauft, im Februar 2004 folgte die Einführung im Süden, Südosten und an der Ostküste der USA. Ab Juni 2004 wurden sie in den gesamten Vereinigten Staaten verkauft. Ab 2011 war Scion dann auch in Kanada vertreten.
Am 3. Februar 2016 gab Toyota bekannt, dass aufgrund der zu geringen Verkaufszahlen das Projekt Scion eingestellt wird.
In den Vereinigten Staaten bietet die Firma AC Propulsion einen Umbau des Scion xB zum Elektroauto unter dem Namen AC Propulsion eBox an.
Für den Aufbau einer Marke in den USA wurde auch ein US-Musiklabel Scion Audio/Visual (Scion AV) gegründet.